# Портрет Модеста Матвеевича Окулова
«Портрет Модеста Матвеевича Окулова» — картина Джорджа Доу и его мастерской из Военной галереи Зимнего дворца.
Картина представляет собой погрудный портрет генерал-майора Модеста Матвеевича Окулова из состава Военной галереи Зимнего дворца.
Во время Отечественной войны 1812 года генерал-майор Окулов был шефом Рыльского пехотного полка и командовал 1-й бригадой 23-й пехотной дивизии. Убит в сражении под Островно.
Изображён в генеральском мундире, введённом для пехотных генералов 7 мая 1817 года, — это грубая ошибка художника, поскольку Окулов такой мундир носить не мог из-за гибели в самом начале Отечественной войны. На шее кресты орденов Св. Владимира 3-й степени и Св. Анны 2-й степени с алмазами; справа на груди серебряная медаль «В память Отечественной войны 1812 года» на Андреевской ленте и бронзовая дворянская медаль «В память Отечественной войны 1812 года» на Владимирской ленте — обе медали также показаны ошибочно, из-за ранней смерти Окулов их получить не успел. С тыльной стороны картины надпись: Okouloff. Подпись на раме: М. М. Окуловъ, Генералъ Маiоръ.
7 августа 1820 года Комитетом Главного штаба по аттестации Окулов был включён в список «генералов, заслуживающих быть написанными в галерею» и 11 ноября 1821 года император Александр I приказал написать его портрет. В Инспекторском департаменте Военного министерства шла обширная переписка, связанная с разысканием портрета-прототипа. Вдова Окулова заявила, что портрета мужа не имеет и ей неизвестно чтобы таковой у кого-то был, однако выяснилось, что портрет находился у его брата Алексея, но во время войны 1812 года был утерян. Тем не менее изображение Окулова было найдено и Доу успешно написал портрет для Военной галереи. 25 апреля 1823 года Доу получил аванс и 21 июня 1827 года Доу был выплачен оставшийся гонорар за эту работу. Готовый портрет был принят в Эрмитаж 8 июля 1827 года, а поскольку предыдущая сдача готовых портретов была совершена 18 октября 1826 года, то галерейный портрет Окулова был написан между этими датами. Современным исследователям портрет-прототип неизвестен.